# كارل براون (كاهن كاثوليكي)
كارل براون (بالألمانية: Karl Braun)‏ (و. 1930  م) هو كاهن كاثوليكي ألماني، ولد في كمبتن.

## مناصب
تولى منصب أسقف كاثوليكي (منذ 16 يونيو 1984)
- مطران كاثوليكي
- مطران  [لغات أخرى]‏

.

## التعليم
تعلم في الجامعة الغريغورية الحبرية
.

## جوائز
حصل على جوائز منها:
- وسام الاستحقاق البافاري
- وسام صليب القائد من رتبة استحقاق من جمهورية ألمانيا الاتحادية